# Rusinska grkokatolička Crkva
Rusinska (Rusnačka, Rutenska) grkokatolička Crkva je Katolička Crkva prema bizantskom crkvenom obredu, izravno odgovorna Svetom Ocu u Vatikanu. Broji više od 570 000 vjernika.
L'Osservatore Romano iz 2015. izvještava kako rusinska grkokatolička Crkva broji 571 827 vjernika, 654 župe i 512 svećenika. Jedini kanonizirani katolički svetac iz ove Crkve je sv. Teodor Romža.

## Povijest
Rusini su primili kršćanstvo od slavenskih apostola Ćirila i Metoda, koji su formirali eparhiju u Przemyślu u Lemkovskoj oblasti. Kada je došlo do raskola kršćanstva 1054. god., ostali su u okvirima pravoslavne crkve, a njihovi susjedi Slovaci, Poljaci i Mađari rimokatoličke. U religijskim obredima koristili su crkvenoslavenski jezik, svećenicima je dopušten brak te su koristili julijanski kalendar. Po nekim obredima i ritualima razlikovali su se od Ukrajinaca, Bjelorusa i Rusa, a po nekima su se približili katoličkim susjedima. U liturgijskoj glazbi dopušteno je pjevanje bez instrumenta. Pjevanje pod utjecajem lokalnih folklornih melodija poznato je kao karpatsko prostopinije. Unija u Brest-Litovsku 1596. ustanovila je novu unijatsku crkvu, u razdoblju protestantskoga reformatorstva i katoličke protureformacije, gdje su Rusini zadržali svoju slavensku liturgiju i većinu formi grčke pravoslavne crkve, dok priznaju duhovnu prevlast pape. Unijatska crkva uključila je i Lemkovsku oblast u Poljskoj, iako je dio vjernika ove regije u kasnom 18. st. potpao natrag pod rusku vlast. Mnogi od njih su vraćeni na pravoslavnu vjeru i poduzete su sve mjere kako bi se porusili.
Na južnoj strani Karpata Rusini su živjeli pod ugarskom vlašću od ranoga 14. st. Oni su u zajednici s Rimom od unije u Užgorodu 1646. Biskupija je bila u Mukačevu (rezidencija u Užgorodu), osnovana 1651., a druga u Prešovu 1818. Episkopija iz Przemyśla se priključila crkvenoj uniji s Rimom 1692. Unijati su 1772. dobili naziv grkokatolici. Od 1773. i preostale rusinske parohije priključene su crkvenoj uniji s Rimom. Nezavisna grkokatolička eparhija je u Užgorodu od 1780. Biskupija u Prešovu osnovana je 1818. 
Metropolitska biskupija osnovana je u Lavovu 1806. i dodani su joj sufragani u Przemyślu (jugoistočna Poljska) i Stanislavu, a 1877. na lavovskom sveučilištu osnovana je i rusinska katedra. Nakon Prvog svjetskoga rata veliki broj Rusina potpao je pod čehoslovačku vlast, a dio su postali pravoslavni. Mađarska vlast uspostavljena je ponovno od 1939. do 1944. SSSR je anektirao Zakarpatje i ukinuo biskupiju u Mukačevu 1949. i Prešovu 1950. 
U Čehoslovačkoj je ponovno osnovana grkokatolička crkva 1968., a u sovjetskom Prikarpatju 1989. Grkokatoličke eparhije u Mukačevu (Ukrajina), Prešovu (Slovačka), Hajdúdorogu (Mađarska), Križevcima (Hrvatska) te nadbiskupija u Pittsburghu (SAD) samostalne su i pod izravnom upravom Vatikana. Na one koji su ostali vjerni grkokatoličkoj vjeri, proces asimilacije nema utjecaja. To ih povezuje bez obzira u kojoj su državi i stoga je religija ovdje odigrala važnu ulogu u očuvanju nacionalnoga i kulturnoga identiteta i sprječavala asimilaciju u Ukrajince, Poljake, Slovake, Mađare. Često su prepoznatljivi jedino po grkokatoličkoj vjeri. Zbog toga je komunistička vlast i ukidala grkokatoličke crkve. Neki Rusini su emigrirali u Mađarsku, gdje su su s onima iz istočne Rumunjske bili mađarizirani, i izgubili jezik. Mađarska katolička crkva ima jednu rusinsku biskupiju od 1912. u mjestu Hajdúdorog, s rezidencijom u Nyíregyházi, i jednu apostolsku eksharhiju (zamjenik patrijarha, biskup ispod patrijarha, a iznad metropolita), u Miskolcu od 1923., ali ih je vodio isti biskup. U kasnom 20. stoljeću bilo je više od 550.000 rusinskih katolika u SAD-u i Mađarskoj.
Najstarija grkokatolička crkva je drvena crkva sv. Jakova u lemkovskom (lavovskom) kraju izgrađena 1612. u selu Povoroznik-Nowy Sacz. Najstarija crkva Rusina grkokatolika tadašnje Hrvatske sagrađena je 1803. u Šidu. Misa se služila na rusinskom jeziku. Rusini su u Stare Jankovce počeli doseljavati od 1830. a u Petrovce od 1834. Na savjetovanju s križevačkim vladikom Gabrijelom Smičiklasom, Petrovci su izabrani za sjedište nove grkokatoličke župe 1836. Smičiklas je 1838. kupio kuću za stanovanje župnika, u kojoj je bila i bogomolja sve do 1893., kada je sagrađena župna crkva, proširena 1930. i i oslikana 1957.